# 獣装機攻ダンクーガノヴァ
『獣装機攻ダンクーガノヴァ』（じゅうそうきこうダンクーガノヴァ、DANCOUGA NOVA）は、2007年2月15日から同年5月10日までアニマックスにて放送されたロボットアニメ。全12話。『超獣機神ダンクーガ』の続編に当たり、舞台は200年後。

## ストーリー
ムゲ・ゾルバドス帝国やディラドとの戦いから200年後、22世紀の地球。人類は復興を遂げ、再び文明的な暮らしを取り戻していたが、一方で日本は経済破綻し、少子化の影響で15歳で成人と見なされるようになるなど、変化も余儀なくされていた。限られた都市部では平和を謳歌し、世界大戦は起きていないものの、地域紛争が絶えない。そんな各地の戦場に現れ、負けている側に味方して強者を攻撃し、戦局を互角にしては去ってゆく巨大スーパーロボット「ダンクーガ」の存在が噂になっていた。
そんなある日、互いに全く面識の無い4人の若い男女が、謎の巨大基地「ドラゴンズハイブ」へ、半ば拉致に近い状態で集められる。4人は基地内で目が覚めるまでの間に、その巨大ロボット「ダンクーガノヴァ」と、それを構成する4機のメカニック「ヴァリアブル・ビースト・マシン」の操縦法を、睡眠学習により擦り込まれていた。パイロットに選抜されてしまった4人は、戸惑いながらも出撃してゆく。

## 登場人物

### チームD
ダンクーガノヴァのパイロット4人に与えられるコードネーム。「D」とはダンクーガのDであるが、ルゥ曰く「Dangerous（危険）」という意味も込めてのものらしい。葵ら4人の以前に、何組もの「チームD」が存在した。
人選の基準は、ダンクーガノヴァの存在意義（＝幅広い生体データ収集）の観点に基づく。そのため、血液型がA、B、O、AB、各1人ずつという点を唯一のルールとする他は、4人の年齢、性別、来歴などが毎度バラバラになるよう意図して選ばれる。
飛鷹 葵（ひだか あおい）
声 - 池澤春菜
最も危険度が高いF01で三度優勝したトップレベルのカーレーサー（第5話にて引退）であり、同時にビルボードでも取り上げられるファッションモデルでもある女性。
チームDでは、ノヴァイーグルの操縦およびダンクーガノヴァのメイン操縦を担当する。血液型はA型。
負けず嫌い上昇志向が強く、欲しいものは自力で勝ち取ってきた。
職業がら自分の容姿と能力に自信を持っている。
付き合ったボーイフレンドは数知れず。一人に深く執着せず、あたかも服を着替えるように次々とパートナーを変えており、ダンクーガノヴァのパイロットに選ばれた直後にも一人の男性と破局している。
実は、生後間もなく託児ポストに預けられ、幼少期を孤児同然の境遇で過ごした過去をもつ。そのため心の奥に「自分が他者に心から必要とされることを信じられない」という孤独感が根強くあり、深入りを嫌う性格はそれによって培われた面が大きい。当初彼女はずっとこのことに無自覚だったが、戦いを通じ、仲間と心を一つにする必要が生じたことで、初めて自分の内面と向き合ってゆく。
やがて彼女が「他者に対して心を開く」こと、そして「自分が孤独ではないと気付く」ことは、戦いの最終局面において、ダンクーガノヴァの真の性能が引き出されるトリガーの役割を果たす。
いつも全裸で寝る習慣がある。朝には弱い。
合神および断空剣は、彼女の掛け声をキーとして発動されるが、恥ずかしさから掛け声を度々言い渋るなど、前作のパイロット達とは反対に、戦いの渦中にあっても冷めた一面が消えきらない。
館華 くらら（たちばな くらら）
声 - 桑島法子
警視庁麻薬捜査官。小柄な女性だが、歳離れした嗅覚と銃の腕前から、凄腕として裏社会にも名が通っている。
チームDでは、ノヴァライガーの操縦および断空砲の射手など火器管制を担当。血液型はB型。左利き。
クールで口数が少なく、背後に立った相手を反射的に投げ飛。笑顔を見せることが少なく、初対面の相手に対しても言葉を選ばない。しかしそれらは職業柄身についた習慣に過ぎず、実は内に熱い心を秘めている。激すると誰よりキツい表情を浮かべる。
獲物を追い詰めることに強い情熱を燃やす反面、他のことには魂が抜けたように無頓着。特に生活面にはまるで執着が無く、私室には護身用の武器の他は段ボール箱が積み上がっているのみで、それを見た葵からは「倉庫かと思った」と皮肉られた。
過度にストイックで他人の力を当てにしない生き方の背景には、過去の生い立ちが関係している模様。劇中では、当人の口から「ヨーロッパ王族の出身で、双子の姉と生き別れた」、回想では「幼少期をスラムで過ごし、無力さを憎んでいた」と経緯が示されている。
やがて戦いを通じ、他者を信じて力を合わせることを学ぶにつれて、固かった表情は徐々に和らいでゆく。
基地への転送場所に選んだのは警察署内の屋内射撃場。
加門 朔哉（かもん さくや）
声 - 鈴木達央
ホームレスの少年。ノヴァライノスの操縦および合神後の姿勢制御、ブーストノヴァナックルの制御を担当。血液型はAB型。
ホームレスなので、再現された自室にはダンボールハウスだけが置いてある。「やってやる」は彼の口癖だが、他のメンバーに先に言われることが多い。なお、睡眠学習で擦り込まれた操縦技術とは別にコンピュータの扱いに長けていたり、茶道も心得たりしているなど、その素性には不明な部分が多い。
元々ダンボールハウスを構えていたのは日比谷公園。基地への転送は主にこの中で行っていたが、第7話で自ら処分。ホームレス暮らしにピリオドを打つ。
イザベル・クロンカイト（後述）と惹かれ合うようになり、戦いが終わった後は共にジャーナリストになった模様。
ジョニー・バーネット
声 - 泰勇気
有能な若いサラリーマン。ノヴァエレファントの操縦および合神後の出力制御（断空砲のセッティングなど）を担当。血液型はO型。
自炊が好きで趣味は料理と言うだけあり、再現された自室にはシステムキッチンが備わっている他、自信作のオムライスをいざ食べようとしたタイミングで招集がかかった際にはその整った顔が崩れるほど残念がった。
『月刊・男の○○』（料理、戦艦、AIなど）という数々の雑誌を30冊以上、釣り雑誌で得た知識を元に朔哉と共に海釣りに挑戦するなど、そこから得られた知識を実際に活用することも忘れない。
基地転送を行う場所に電話ボックスを選んだことで、朔哉やセイミーからクラーク・ケントと呼ばれることも。
第7話で、将来の社長候補でもあるエリートコースを捨て勤め先の企業を自ら退社する。
最終話の後日談ではエイーダと一緒に買い物をしており、距離は縮まりつつあるようだ。　
エイーダ・ロッサ
声 - 後藤邑子
ダンクーガのライバルである巨大ロボット「R-ダイガン」のパイロットでありながら、表の顔はデビュー2年目にして国民的人気を誇るアイドル歌手。その人気を買われて、大企業ゾルブレインのCMを初め、有名雑誌の表紙なども飾っている。
駆け出しの頃、起用目前だった大仕事をジョニーの手腕によって競合相手にかすめ取られた経験があり、それ以来、顔も知らぬジョニーに対して執着を募らせていたが、その気持ちはいつしか恋心に変わる。
第6話で偶然からジョニーと対面し、意を決して気持ちを伝えるも、互いの境遇のあまりの隔たりから、その後の進展は芳しくなかった。最終話では、戦いを終えたジョニーと一緒にショッピングに出かけている様子が描かれており、互いの距離は縮まってきている模様。

### ドラゴンズハイブ関係者
ルゥ・リルリ
声 - 後藤沙緒里
ドラゴンズハイブの一員の少女。銃に興味津々な15歳。
パイロットがダンクーガノヴァの必要性に疑問を抱くなどした場合のためのカウンセリング要員だが、それだけでなくディーポセイドンの操縦もできるなど、実力の程は不明。
名前をモジって「ルリルリ」と呼ばれることもあるが本人には不評のようでその都度「ルゥ・リルリです」と訂正する。
セイミー
声 - 大原さやか
ドラゴンズハイブの一員で、葵を遥かに超えた張りのある巨乳と褐色の肌を併せ持つ、気風の良い美女。
ダンクーガノヴァの整備主任を務める一方、チームDの4人には年上の立場から助言や苦言を呈することも。恋愛に飢えている25歳。
酒癖があまり良くなく、酔うと恋愛には性別を問わない両刀遣いの気あり。
田中
声 - 藤原啓治
一見飄々とした面持ちの謎の男で、下の名前は不明。
チームDの4人にとって直属の上司であり、ダンクーガノヴァの戦闘においては司令官の役割を務める。4人にダンクーガノヴァに関する真相を問われても「自分は中間管理職だ」とはぐらかしていたが、ある程度は真相に気付いていた。
第11話でウラジミールと夫婦だったことが明かされた。
最終話ではくららを取り押さえるほどの体術を見せており、戦闘能力も意外に高い。
F.S.
声 - 矢尾一樹
ドラゴンズハイブを組織した謎の男。普段は人前に姿を晒さず、モニター越しに田中に指令を与えている。未だ明かされぬ多くの背景について知っている様子で、第6話ではその命を狙って謎の勢力が突如襲来したこともあり、重大な秘密を抱えていることが覗える。一見イニシャルのようにも見える名前は、第7話で「Fog・Sweeper」（フォグ・スイーパー、霧を掃う者）の略と明らかになった。
最終話にてドラゴンズハイブに搭乗した。ダンクーガをムーンWILLの所まで送り込むために全エネルギーを口腔部より発射した直後に、ドラゴンズハイブが撃墜されて生死不明となる。
WILL
声 - 若本規夫
ドラゴンズハイブのメインコンピューター内に宿る人工知能と説明された存在だが、F.S.の前ではあたかも人と同等の情があるかのように会話していた。敵対しているはずのウラジミールともコンタクトを持つなど、謎が多かった。
正体は何者かによって造られた無機知性体であり、地球以外にも宇宙にはかなりの数のWILLが存在している。正体が明かされた以降は、F.S.と会話する際には地球人に似た姿をとる。月のムーンWILLからは「アースWILL」とも言われる。

### その他の人物
イザベル・クロンカイト
声 - 根谷美智子
ダンクーガノヴァの出現地点へ毎度いち早く駆けつけ、果敢にも戦場の実況を行っている、女性ジャーナリスト。
弱者の味方として英雄的イメージを持たれがちなダンクーガに対し強い反感を抱いており、ダンクーガのネガティブ面…「戦況を互角に戻す行為は結果的に戦乱を長びかせ、被害を拡大させる」を指摘し、頑なにダンクーガを否定する実況を行う。「戦場にダンクーガは必要か」という記事で若くしてピューリツァー賞を受賞している。
その執念とも言うべき探究心から、第5話でドラゴンズハイブ基地の所在を探り当てるが、単身潜入という勇み足な行動に出たため、警告として関連する記憶を消される。さらには所属の新聞社へも無形の圧力がかかり、一時は全く身動きが取れない状況に。しかしそれでもダンクーガへの情熱は失われず、第8話でフリーランス化を決断。徐々に全世界のタブーとなってゆくダンクーガの真相を、なおも追い続けようと決心する。
第11話で朔哉からのリークを受け、ついにダンクーガ計画の全貌を掴むが、その全銀河的スケールを前に「信憑性のある形で公表することが不可能」と判断。同時に、人類を守ろうと戦うチームDに共感し「いつか世界が真実を受け止められる日が来るまで公表を保留する」という選択をする。
最終話で、戦いを終えた朔哉と共にジャーナリストを続けている様子が描かれている。
ウラジミール
声 - 山本百合子
第7話から登場。ゾルブレイン社内部にR-ダイガンを所有し、エイーダに戦闘の指令を出す。常に厳しい表情でその戦況を見据える謎の美女で、体型はセイミーに負けず劣らずのグラマーである。
ダンクーガノヴァとの確執や戦闘を経た後、第11話でドラゴンズハイブへ合流した。その際にかつては田中と夫婦だったことが明かされた。
クライン・サンドマン
本来は『超重神グラヴィオン』の登場人物。第6話にて、フィッツジェラルド大統領や他のスポンサー達と共に登場した。
『第2次スーパーロボット大戦Z 再世篇』ではゴッドΣグラヴィオンと共に登場し、チームDと共闘する姿も見ることができる。
ムーンWILL
声 - 若本規夫
月にいるWILLで、チームDが戦うこととなる真の敵。地球のWILLと違い地球人は滅ぼすべき存在だとの答えを弾き出している。ムーンWILLは地球人に希望を持つWILLとは異なり、葵と会話した際には地球人を「悪質な水と蛋白質の塊」と蔑むほどである。

## 登場メカ

### ドラゴンズハイブ

#### ヴァリアブル・ビースト・マシン
本作では、主役メカを前作『超獣機神ダンクーガ』での「獣戦機」ではなく、「ヴァリアブル・ビースト・マシン」（Variable Beast Machine）と呼称している。前作同様にそれぞれが戦闘機（戦車）型のヴァリアブルファイター（タンク）モード、獣型のアグレッシブビーストモード、人型のアンドロイドモードへ変形する。
ノヴァイーグル
戦闘機型。アグレッシブビーストモードではワシ型に変形する。偵察任務や空中戦が主。アンドロイドモードでの武器はダンマグナム、3Aダガー（3Aとは、Aggressive Active Absoluteの3つの"A"を表す）。合体後はダンクーガノヴァの頭部を構成し、断空剣を使用する技の管制を務める。頭部という位置的利点から、一時的に単機離脱して別行動を取るトリッキーな役回りを演じる場合もある。
ノヴァライガー
軽戦車型。アグレッシブビーストモードではライガー型に変形する。銃撃戦と爆撃戦が主。アンドロイドモードでの武器はアサルトリニアガン、マインランチャー、3Aマチェット（劇中未使用）。タンクモードではDブリットシューター（アンドロイド時も尻尾を動かして使用可能）とADFミサイルを使用する。パイロットの利き腕に合わせ操縦系が左利き用にセットアップされており、武器の大半を左腕で取り扱う。合体後はダンクーガノヴァの右足を構成し、断空砲アルティメットフォーメーションの発射管制を担当する。
ノヴァライノス
軽戦車型。アグレッシブビーストモードではサイ型に変形する。格闘戦が主。アンドロイドモードでの武器はライノシューター、3Aマチェット（劇中未使用）。タンクモードではビーム砲を使用する。合体後はダンクーガノヴァの左足を構成。左の脚は、断空砲使用時に地表へアンカーを打ち込むなど、ダンクーガノヴァ全体の軸足となる役割があるため、当初は4機の中で唯一管制すべき必殺武器が無かった。しかし朔哉の懇願にセイミーが応え、第7話から新武装「ブーストノヴァナックル」の管制を受け持つようになった。　
ノヴァエレファント
重戦車型。アグレッシブビーストモードではゾウ型に変形する。重火器による砲撃戦が主。アンドロイドモードでの武器は3Aトマホーク。タンクモードではアブソリュートキャノン、ミサイルデトネイターを使用する。4機の中でもひときわ大型で、粒子加速砲アブソリュートキャノンの火力は単機としては破格のものである。そのため、基本はタンクモードのままで戦闘することが多い。合体後はダンクーガノヴァの両腕および脚までを含む胴体を構成し、断空砲アルティメットフォーメーションのチャージ管制を担当する。
ダンクーガノヴァ
ノヴァイーグル、ノヴァライノス、ノヴァエレファント、ノヴァライガーが超獣合神することにより誕生する巨大ロボット。出力、機動力、火力など、全ての性能が現行機を圧倒的に凌駕しており、無敵の強さを誇る。
操縦方法は、操縦桿などによる機械式インターフェースではなく、パイロットの背筋に装着された脊髄反射コネクタおよび、葵のボディーアクション（断空砲アルティメットフォーメーションの際には、くららのトリガー操作）に同調する形で行われる。
合神状態は5分しか維持できない。それを超えて継続すると、主機関の暴走により機内温度が1000℃に達し、機体に爆発の危険が発生する。主機関「アブソリュートアクティブフォースジェネレーター」は、本来はゴッドビーストモードを想定した機関であり、通常状態で長時間運用すると出力過剰に陥るためである。
なお、ジェネレーターさえ停止させれば形としての合神を維持することは可能らしく、第8話では機能停止状態ながら5分を超えた後も合神状態を維持していた。
その真の存在意義は「来るべき地球外からの人知を超えた敵（＝ムーンWILL）」が地球侵攻を開始した際、地球の生命を絶やさぬよう、その「種」を戦いながら他の惑星へと脱出させるための、ノアの箱舟のような役割である。そのため胸部には、地球の全生物のDNAデータを収めたブラックボックスが存在する。生命絶滅を念頭に置いているため、本来の仕様は無人機であり、パイロットシートは正確には「操縦席」ではなく、戦闘AIを成長させるための「思考サンプリング装置」に過ぎない。
4人ものパイロットを搭乗させるため、単座のロボットに比べて動きに無駄が出やすいという欠点も持っているが、前述の「サンプリング」という目的のため、あえて多人数による連携仕様が採用されている。
スペック
全長：37.8m / 重量：108.26t
武装
断空砲
脚部から地表にアンカーを打ち込んで足場を固定した上で、背部・腰部・両腕（両拳が収納され、代わりに砲身が出現する）に装備されている大出力の火器を全門、前方へ向ける砲撃形態。「断空砲アルティメットフォーメーション!」の掛け声と共に、一斉射する。
断空剣
左腰部から射出される柄にエネルギーが集束して発生する大剣で、ダンクーガノヴァの数ある武装の中でも切り札に近いと説明された。展開した機体背面の全スラスターを一斉に噴射しながら目標へ突撃し、「断空斬!」の掛け声と共に敵を両断する。
なお、断空砲と断空剣のどちらにも、最大出力で使用した直後には機体出力の一時的な低下を招くという欠点が存在する。
ブーストノヴァナックル
朔哉の懇願に応えたセイミーにより実装され、第7話から使えるようになった飛び道具で、いわゆるロケットパンチ。
劇中では数回しか使われなかった上に止めを刺すのに役に立ったのは1回のみ。最終話では発射した瞬間にビームの集中砲火を浴びて爆発した。

ダンクーガノヴァ・ゴッドビーストモード
チームDの強い思いによって呼び覚まされ登場した新形態。第1話冒頭で一度不完全ながら発動し、第9話で完全発動した。ダンクーガノヴァの真の性能が引き出された姿。WILLやF.S.がダンクーガを常に戦わせ続けてきた大きな目的の1つが、このモードの発動である。
合神状態のまま、各VBMがアグレッシブビーストモード化する。顔が覆い隠され、両手が拳から鉤爪に変わり、頭部、胸部、および両足先端部に、4機のVBMのビーストヘッドが露出。アブソリュートアクティブフォースジェネレーターの出力が正しく行き渡ることで全身が金色に発光し、5分の活動時間制限から解放される。
4つの獣の頭を携えたシルエットはもはや異形であり、姿とともに戦闘スタイルも一変。野獣の本能が剥き出しになり、武器なしの肉弾戦が主体となる。特定の必殺技も存在せず、ただ圧倒的な暴力で敵を地面に組み敷いて鉤爪で八つ裂きにする。だが、ダンクーガの最終形（＝無人機）に限りなく近い形態であるために操縦系の大部分が自律行動となり、細かい制御が利かなくなるリスクを孕んでいる。
初回の発動時、それまでほとんど歯が立たなかったR-ダイガンを圧倒。たちまち中破に追い込んだ。だが細かい制御が利かず、そのコクピットをエイーダごと叩き潰そうとした（すんでの所で意識を取り戻したジョニーにより制止された）。
なお、モードの発動中はダンクーガのトランス状態がコクピットの脊髄反射コネクタにも伝達されるため、パイロットたちは独特の高揚感に包まれる。
ダンクーガマックスゴッド
第11話で初登場。別名トランセンデンスモード。R-ダイガンの存在まで含めたダンクーガ計画全体における最強の形態。ダンクーガノヴァとR-ダイガンが合体して誕生する。合体時にはF.S.による「M・A・X・G・O・D」の音声キーワード認証に加え、ドラゴンズハイブが一定距離内にあることが必要。
2機のアブソリュートアクティブフォースジェネレーターが生み出す出力は絶大。初陣では、ゴッドビーストモードとR-ダイガンの連携によってようやく倒し得たレギュラスαの上位機を、一撃の下に粉砕した。
武装
ファイナル断空砲
R-ダイガンの主砲2門より放たれる、強力な砲撃。
ミサイルディトネイター
多弾頭ミサイルによる牽制攻撃。最終話でオリジナルダンクーガに牽制に用いられたが、相手の強大さの前に役を果たさなかった。
『スーパーロボット大戦』シリーズでは「ミサイルデトネイター」表記。
ダンブレードシュート
R-ダイガンの武器であるダンブレードを、ブーメランの様に発射する。オリジナルダンクーガの足を破壊した。
断空彈劾剣
断空剣とダンブレードが合体（融合）して生まれる大剣。死の淵で仲間を想う葵が、心の孤独を完全に打ち払った時、その感情の発露をトリガーとして奇跡的に誕生した、イレギュラーとも言うべき武装。マックスゴッド最強の武器であり、オリジナルダンクーガを一刀の下に両断した。
断空双牙剣
『第2次スーパーロボット大戦Z 再世篇』に登場する技。先輩機である、初代ダンクーガ（ファイナルダンクーガ）との合体攻撃技で、2機のダンクーガが断空剣で敵を斬り捨てる技。決め台詞は初代ダンクーガの断空光牙剣と同じ「愛の心にて、悪しき空間を断つ」（「名付けて、断空光牙剣」のパートは無い）。
敵機の撃墜に成功すると、新旧ダンクーガが手を合わせているシーンを見ることができる。

#### その他のメカ
ディーフェニックス
VBMの無人輸送機。ドラゴンズハイブからVBM全機を搭載した状態で発進して目的地付近まで運び、戦闘終了後には回収して帰還する。第11話で発進直後に謎の敵（正体はWILL）の攻撃を受け、大破した。しかし、最終話にて月に向かうダンクーガを空輸する姿が登場することから、修復されたか2号機が存在する模様。
ディーポセイドン
第8話で登場した強襲潜水艦。命名とパイロットはルゥ。潜水艦形態から超合体潜水艦ロボ形態へ変形合体し、神官ローサ（声 - 藤原理恵）配下のウォーロイドタンク部隊を薙ぎ払った。最終決戦にはディーポセイドン・スペース仕様として再登場。
ファイナルダンクーガ
第6話のFSの回想のイメージ中にシルエットだけ登場。ただし、200年前にあたる前作『超獣機神ダンクーガ』本編（と、続編OVA）にファイナルダンクーガは登場していない。

### ゾルブレイン
R-ダイガン
第4話で初登場。ダンクーガノヴァに匹敵する戦闘力を持った、真紅の人型ロボット。光学ステルス機能を備えているために神出鬼没な行動が可能な他、ダンクーガノヴァとの初戦でも一切気取られることなく急接近し、断空剣を弾き飛ばすという離れ業を披露。非常に高い機動力と正確無比の射撃精度でダンクーガノヴァを翻弄した。細身で翼を持ち鳥型（ヴァリアブルストライカー形態）に変形できる。ゾルブレイン本社ビルを基地とし、ウラジミールによって整備を施されているが、ゾルブレインとウラジミールはあくまでスポンサー契約の関係に過ぎず、真の出自は謎に包まれていた。
パイロットは、同じくウラジミールに管理されているエイーダ。
ダンクーガノヴァと同型のジェネレーターや、よく似た非常に人面に近い顔を持つ点から、当初はドラゴンズハイブ内では「紅いダンクーガ」と称されていた。行動目的について、当初田中はダンクーガノヴァと同じと語ったが、現実には対立し、第7話では直接対決するまでに至った。
実は目的が同じとは、真の目的が同じという意味であり、ダンクーガノヴァを進化なる状況へと導くための、用意された敵機であるとWILLはF.S.に説明した。
パイロットは1名で合神機構は無く、ダンクーガ本来の機能も無い。設計図はWILLがウラジミールに渡したものであり、ダンクーガノヴァとの合体機構も備えている。
武装
ダンブレード
R-ダイガンの主武装である1対の剣。いわゆる二刀流の他、柄同士を接続することで1本のダンブレード・ツインとしても使用可能。性能的にはダンクーガノヴァの断空剣と同等であり、ヴァリアブルストライカー形態時には翼部に収納されている。
アブソリュートハリケーン
ヴァリアブルストライカー形態時、機体下部にある1対のファン部分から超高速・超高圧の旋風を噴射させる武装。敵の動きを止めたり、吹き飛ばしたりすることが可能。
ダンスティンガー
両腕の手首部分に装備されている小型ビーム砲。連射性能に優れており、形態を問わず使用可能。

### 敵
ウォーロイド
各地の局地戦で用いられている、巨大な無人機動兵器の総称。戦車型やヘリコプター型など、様々なタイプが存在する。
ジェノサイドロン
ウォーロイドの上を行く、更に巨大な機動兵器の総称。こちらは有人で、司令官以下メインクルーが乗り込んでいる拠点そのものが変形し、「グラップルモード」と呼ばれる戦闘形態となる。

### ムーンWILL
シルバー兵士
第6話で初登場。ウォーロイドやジェノサイドロンはもちろん、R-ダイガンとも違った光学ステルス機能を持つ謎の母艦から降り立った機体数体が、先の機能の応用で人間に化けて（アップになると装甲が透けて見える）パーティー会場を襲撃した。拳銃はおろか、マシンガンやグレネードランチャーも効かないほど強固な装甲を持つが、1体は朔哉に消火器を投げ付けられた際に溢れた消火剤が効いたらしく、動作を停止。しかし他の機体と共に母艦へ回収され、退却していった。
名称は『第2次スーパーロボット大戦Z 破界篇』にて判明。
レギュラスα
第10話で初登場。謎の母艦からゾルブレイン本社ビルを急襲し、第9話での損傷を修復し切れていなかったR-ダイガンを圧倒するが、駆け付けたチームDのダンクーガノヴァ・ゴッドビーストモードにより瞬殺。母艦へ回収された後に退却していった。
第11話では新型が2体登場し、ダンクーガノヴァ・ゴッドビーストモードとR-ダイガンを圧倒するが、2機の連携によって1体が破壊される。もう1体はその残骸を吸収して巨大化するが、ダンクーガマックスゴッドとなった2機に瞬殺された。
作中では名称は呼称されておらず、『スーパーロボット大戦L』において正式名称が明らかになった。
オリジナルダンクーガ
最終話で登場する、ダンクーガマックスゴッドの2倍の巨体を持つ巨大ロボット。月面での戦闘において圧倒的な戦闘能力でダンクーガマックスゴッドを追い詰めるが、最後は断空彈劾剣で撃破された。オリジナルと言われているが、初代ダンクーガとは違う姿であり、関連性は不明。
武装
触手
槍の様に使いダンクーガ・マックス・ゴッドを貫いた。
『スーパーロボット大戦L』では「斬空我」表記。
ビーム
額部分から放ったビーム。
『スーパーロボット大戦L』では「烈空我」表記。
空我・極
『第2次スーパーロボット大戦Z』における唯一の武装。相手をつかみ取り、殴りつけて地面に叩きつける。また、斬空我・烈空我も演出中に取り込まれている。

## その他の解説
ドラゴンズハイブ
日本の南海に浮かぶ無人島「龍牙島」にある秘密基地、および同名の組織。VBMなど現代の水準を格段に凌駕する兵器類や技術を備え持つその存在は、F.S.を初め直接の関係者と世界各国の一部要人以外には極秘中の極秘とされており、一般人には厳重に秘匿されている。スポンサーはゲーム開発を主軸とする巨大エンターテインメント企業「イゴールコンツェルン」の他、ダンクーガの存在意義に賛同する各国政府。
紛争を強制的に均衡化させるダンクーガノヴァの活動目的について、F.S.は「弱者も強者も作らないことで、不安定な今の地球に世界規模の大戦が起きないようにするため」と説明している。だがその裏には人知を超える強大な敵の襲来が間近に予測されており、それを前にして人間同士の大戦を避けねばならないことや、敵襲までにダンクーガをできる限り強くする必要があり、それには常に程好い戦場が必要であるため、といった裏の事情も見え隠れしている。
本来の姿は、巨大な竜型の戦艦。
ゾルブレイン
イゴールコンツェルンのライバル企業。エイーダをCMキャラクターとして起用し、比肩する勢いでヒットを飛ばしていた。実は裏で兵器産業に進出しており、シェア拡大の一大プロモーションとして「ダンクーガノヴァの撃破」を計画。その実現を、ウラジミールとR-ダイガンに託していた。しかし第9話で、R-ダイガンはゴッドビーストモードを覚醒させたダンクーガノヴァに大敗。これはウラジミールにとっては目的達成を意味したが、プロモーション的には大失策となって株価が暴落し、会社は事実上倒産に追い込まれた。さらに第10話では、謎の巨大ロボット（レギュラスα）がウラジミールを狙って急襲したため、本社ビルが崩壊する。

## スタッフ
- 原作 - 藤原忍
- 企画 - 佐藤俊彦、森和彦、滝山雅夫
- 監督 - 大張正己
- ストーリーコンストラクション - 首藤剛志、三井秀樹
- キャラクターデザイン - KAZZ
- ダンクーガコンセプトデザイン - 村上克司
- メカニックデザイン - 大張正己、中北晃二
- 美術監督 - 勝又激
- 音響監督 - 岩浪美和
- 音響スタジオ - 神南スタジオ
- 撮影監督 - 大熊義明
- 色彩設計 - 梅田祐樹
- オープニングアニメーション
  - 画コンテ・演出 - 大張正己
  - 原画 - 江端里沙、鈴木藤雄、浜崎賢一、大籠之仁、有澤寛、鷲北恭太、中澤勇一、田村勝之、加藤園、牟田口裕基、大張正己
- エンディングアニメーション - みうらたけひろ
- 音楽 - 山原一浩
- プロデューサー - 村田桜子、成毛克憲、加門睦貴、妹尾眞治
- アソシエイトプロデューサー - 後藤大輔
- 制作プロデューサー - 村田淳司
- アニメーション制作 - 葦プロダクション
- 制作協力 - アニマックスブロードキャスト・ジャパン
- 製作 - 「ダンクーガ ノヴァ」製作委員会（パラダイスリゾート、セガ、ソニー・ピクチャーズ エンタテインメント、葦プロダクション）

## 主題歌
オープニングテーマ - 「鳥の歌」
作詞・歌 - 千里愛風 / 作曲 - NAOKI（DROP ARMY） / 編曲 - 土肥真生 / レーベル - PARADISE RECORDS
エンディングテーマ - 「PLACE」
作詞・歌 - 千里愛風 / 作曲 - NAOKI（DROP ARMY） / 編曲 - 土肥真生 / レーベル - PARADISE RECORDS
合体時挿入歌 - 「Rock Yo mind」
作詞 - Sasa、Tony / 作曲・編曲 - Sasa / 歌 - W-SCORE / レーベル - Handcuts Records

## 各話リスト
| 話数          | サブタイトル                 | 脚本              | 絵コンテ            | 演出                                | 作画監督                     | 総作画監督 |
| ------------- | ---------------------------- | ----------------- | ------------------- | ----------------------------------- | ---------------------------- | ---------- |
| MISSION-01    | 謎のダンクーガ               | 首藤剛志          | 大籠之仁            | 大張正己                            | 大籠之仁 大張正己            | -          |
| MISSION-02    | 超獣合神!                    | 首藤剛志          | 豊増隆寛            | 豊増隆寛                            | 関口雅浩 大塚健              | -          |
| MISSION-03    | 導きの剣                     | 三井秀樹          | 金子伸吾 豊増隆寛   | 立仙裕俊                            | 小山知洋 森田岳士            | 徳田夢之介 |
| MISSION-04    | 紅いダンクーガ               | 首藤剛志 三井秀樹 | 中村謙一郎          | 斎藤博子                            | 中野彰子 中澤勇一            | 徳田夢之介 |
| MISSION-05    | 嘆きの魔壁                   | 首藤剛志          | 中村謙一郎          | 西山明樹彦                          | 須田正己 田村勝之            | 徳田夢之介 |
| MISSION-06    | 未知の襲撃                   | 首藤剛志          | 中村謙一郎          | 岡崎幸男                            | 中野彰子                     | 徳田夢之介 |
| MISSION-07    | 激突!!ダンクーガ対ダンクーガ | 三井秀樹          | 浜崎賢一 大籠之仁   | 浜崎賢一 大張正己 豊増隆寛 上田真弓 | 大籠之仁 徳田夢之介 鈴木藤雄 | -          |
| MISSION-08    | 過去からの脱出               | 首藤剛志          | 中村謙一郎 大籠之仁 | 岡崎幸男                            | 水川弘理 土橋昭人            | 徳田夢之介 |
| MISSION-09    | 神獣覚醒                     | 三井秀樹          | 中村謙一郎          | 立仙裕俊                            | 小山知洋 大張正己 鈴木藤雄   | 徳田夢之介 |
| MISSION-10    | 熱情の暴走!                  | 首藤剛志          | 大森英敏            | 粟井重紀                            | 実原登 森田岳士              | 徳田夢之介 |
| MISSION-11    | 粉砕? 龍牙島!                | 首藤剛志          | 大森英敏            | 吉田徹                              | 実原登 中澤勇一              | -          |
| FINAL MISSION | 未来への飛翔                 | 弾新生            | 豊増隆寛            | 豊増隆寛                            | 大籠之仁 大張正己            | -          |

## 放送局
| 放送局       | 放送期間                 | 放送日時           | 放送区分 |
| ------------ | ------------------------ | ------------------ | -------- |
| アニマックス | 2007年2月15日 - 5月10日  | 木曜 22:30 - 23:00 | CS放送   |
| KBS京都      | 2014年9月17日 - 10月29日 | 水曜 19:00 - 19:55 |          |

## 商品展開

### DVD
DVDではMISSION-2、4、6、7、8、9、11に未放送映像が含まれている他、一部の入浴シーンで女性キャラクターが巻いていたバスタオルが無くなり裸体が露わになっているなどの変更点がある。

### ドラマCD
EXTRA MISSION 1「あの時の月面決戦」
序盤はテレビと同様の展開に加え、エイーダがR-ダイガンのパイロットに選ばれた理由や朔哉の父親などテレビでは説明されていなかったことが明らかにされる。後半はオリジナル展開となっている。
EXTRA MISSION 2「雪原に、吠えろ! 獣戦機」
EXTRA MISSION 1とは打って変わり、チームD一行で温泉旅行に行くドタバタ番外編。

### ゲームソフト
スーパーロボット大戦シリーズ
ロボットアニメのクロスオーバー作品。ジャンルはシミュレーションRPG。 キャラクター並びにロボットが複数登場（シリーズでは「参戦」と呼称する）。アニメ版の流れに沿った、いくつかのストーリーエッセンスも組み込まれている。
スーパーロボット大戦L（2010年11月25日発売、ニンテンドーDS）
初参戦作品。
第2次スーパーロボット大戦Z 破界篇/再世篇（前編『破界篇』2011年4月14日発売、後編『再世篇』2012年4月5日発売、PlayStation Portable）
シリーズでは初めて出演声優のボイスを収録。前作『超獣機神ダンクーガ』も登場しており新旧ダンクーガとの初共演となる他、『破界篇』ではアニメ第6話に登場したクライン・サンドマンの出演作である『超重神グラヴィオンツヴァイ』とも初共演を果たしている。『再世篇』ではファイナルダンクーガとの合体攻撃「断空双牙剣」が追加された他、『ダンクーガ』の敵であるムゲ・ゾルバドスの配下としてムーンWILLが復活する。
スーパーロボット大戦UX（2013年3月14日発売、ニンテンドー3DS）
原作終了後の設定で参戦。エイーダ以外の4人は戦いの記憶を消され、第1部の序盤はエイーダしか使えないが、終盤で記憶を取り戻した4人がダンクーガノヴァと一緒に戦線復帰する展開となっている。クロスオーバー面では『機神咆吼デモンベイン（アニメ版）』、『HEROMAN』、『鉄のラインバレル（原作漫画版）』、『蒼穹のファフナー』、『リーンの翼』、『SDガンダム三国伝 BraveBattleWarriors』、『忍者戦士飛影』、『マジンカイザーSKL』と関わる。
第3次スーパーロボット大戦Z 時獄篇/天獄篇（前編『時獄篇』2014年4月10日発売、後編『天獄篇』2015年4月2日発売、PlayStation 3 / PlayStation Vita）
「Zシリーズ」完結編。
スーパーロボット大戦X-Ω（2015年10月5日配信、iOS / Android）
2017年5月から追加参戦。